# Harry Rantakyrö
Harry Eskil Rantakyrö, född 12 juni 1957, är en svensk fackföreningsman. Rantakyrö kommer från byn Taipalensuu utanför Jarhois i Pajala kommun. 
Han var ordförande för fackklubben "Gruvtolvan" (Metall avd 612) mellan 2003 och 2009. Den 1 april 2011 bytte han både fackförbund och arbetsgivare då han började arbeta med personalfrågor på Northland Resources. Åren 2015–2017 var han kommunstyrelsens ordförande i Pajala kommun.